# 赤色职工国际
赤色职工国际，又称为赤色工会国际（俄语：Красный интернационал профсоюзов），是共产国际创立的国际工会组织，主要竞争对手是社会民主党创办的主张劳资合作的国际工会联合会。1930年代面对德国法西斯的战争威胁，共产国际七大提出各国建立最广泛的反法西斯统一战线后赤色职工国际于1937年解散。

## 历史

### 前身组织

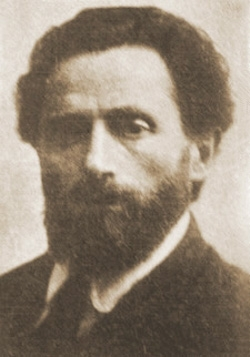
所罗门·洛佐夫斯基，赤色职工国际首任总书记

1920年7月，共产国际执委会主席季诺维耶夫指示在共产国际二大建立临时性的国际职工理事会（又译国际赤色工会联合会）。其组织委员会包括参加共产国际二大的俄、意、英、法、保加利亚代表。苏俄工会领导人所罗门·洛佐夫斯基被任命为理事长；英国工会活动家汤·曼与法国的阿尔弗雷德·罗斯默为副理事长。向全世界的工会发布一份声明，指出位于阿姆斯特丹的社会民主党的国际工会联合会（“阿姆斯特丹国际”）是黄色工会，邀请各工会加入新的国际革命工会组织。这标志着十月革命后共产主义运动与社会党的改良主义分道扬镳后，国际劳工运动的分裂。
1921年1月9日，共产国际执委会决定在当年五一节召开新的赤色职工国际成立大会，号召世界各国反对“阿姆斯特丹国际”的工会加入赤色职工国际。但这次会议被推迟到当年7月，以便与共产国际三大同步——当时去苏俄的旅程十分困难与危险。
1921年5月，洛佐夫斯基宣称已经有1400万工会成员将归属于即将成立的赤色职工国际。季诺维耶夫宣称阿姆斯特丹国际将是国际资产阶级最后的防御。
社会民主党的工会运动兴起于第一次世界大战，保持不屈的斗争状态。1921年5月阿姆斯特丹国际宣布不允许工会组织同时隶属于两个工会国际，倘若加入位于莫斯科的政治性工会国际，将被国际工会联合会开除。

### 1921年的成立大会
1921年7月3日至19日，在莫斯科召开赤色职工国际的成立大会。全世界380名代表出席，其中有投票权的336人代表了全世界4000万工会会员中的1700万。这些与会者并不是志同道合、和谐无间。许多代表持工团主义立场，回避政治，不参与工会组织，热衷于直接行动以工人掌控行业与企业。这些代表企图使赤色职工国际脱离共产国际。
世界产业工人联合会的“大比尔”·海伍德等人谋求使赤色职工国际独立于共产国际。“大比尔”·海伍德被依据美国1917年间谍法判处长刑，弃保潜逃，长期居住在莫斯科。法国与西班牙的代表提出了工团主义的世界产业工人联合会的观点。最终，工团主义立场在这届大会上是少数派，大会批准了汤·曼与Rosmer提出的议案：在赤色职工国际与共产国际之间保持最密切的可能联系，组织之间的联合任务，在各国的赤色工联与共产党之间保持真实且亲密的革命团结。
赤色职工国际的策略是创建最好最有觉悟的工人的工会，同时继续保持在已有工会中的势力以“革命化”它们。想要加入赤色职工国际的工会组织必须与黄色的阿姆斯特丹国际决裂。在已有的工会中的激进工人应设法使整个组织脱离阿姆斯特丹转投莫斯科。
赤色职工国际建立了国际宣传委员会（International Propaganda Committees，IPCs）作为激进工会与已有工会中有组织的激进少数派的按行业部门的联合。到1921年8月，已有14个国际宣传委员会建立起来。
阿姆斯特丹国际开始驱逐那些支持赤色职工国际的工会，例如1921年10月荷兰运输工人联合会（Dutch Transport Workers' Federation）被驱逐。各国工会也开始驱逐那些激进的异议分子。

### 1922年赤色职工国际第二次代表大会
赤色职工国际第2次代表大会1922年11月19日至12月2日在莫斯科与共产国际第四次代表大会同时举行。
这次大会用了很多时间讨论共产国际最近提出的针对工运的统一战线政策。响应1922年4月共产国际、第二国际、第二个半国际在柏林举行会议（史称“三个国际柏林会议”），反对资本进攻的“共同行动”（指同时召开的热那亚会议），进而召开国际工人代表会议，创建统一战线。改变了共产国际成立以来对社会民主党全面排斥，禁止上层往来，不允许联合行动的关门主义政策。5月24日，共产国际在《告各国工人书》中，举起了“建立自下而上的统一战线”的旗帜。共产国际“三大”确立“争取群众大多数”的方针，到工人统一战线政策的形成。在此背景下，洛佐夫斯基在赤色职工国际二大上提出举行与阿姆斯特丹工会国际、其他独立工会组织的国际会议。
1922年12月，赤色职工国际与阿姆斯特丹工会国际在海牙举行会谈。但以失败告终。
1923年1月共产国际、赤色职工国际联合号召创建“反法西斯行动委员会”。同年3月，克拉拉·蔡特金在柏林建立反法西斯行动委员会，并在法兰克福公开举行国际会议，邀请第二国际与阿姆斯特丹工会国际出席。但仅有极少的社会民主党人士与会。会议认为凡尔赛和约及相关的法国占领鲁尔区导致德国人极为沉重的第一次世界大战的赔款，这将导致复仇主义的泛滥。 但没有得到第二国际与工会领导人的响应。
洛佐夫斯基在1923年4月的苏联共产党（布尔什维克派）第十二次代表大会上报告，赤色职工国际代表了1300万工人，而阿姆斯特丹国际有1400—1500万成员。至少一位严肃的历史学家认为这个数字“可能被夸大了”。

### 1924年赤色职工国际第三次代表大会

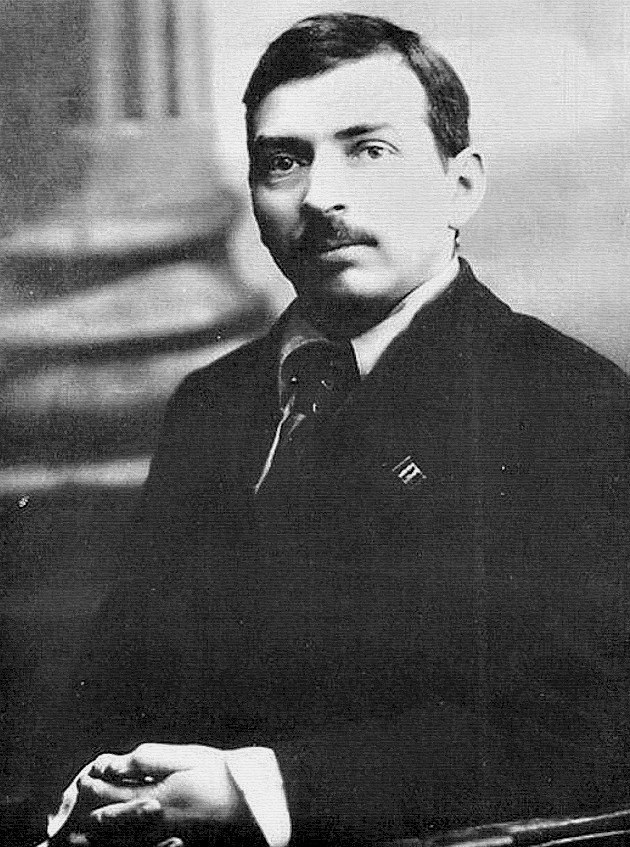
苏联工会主席米哈伊尔·帕夫洛维奇·托姆斯基，在1920年代中期努力建立与英国工运的联系。

共产国际第五次代表大会闭幕后，立即于1924年7月8日召开赤色职工国际三大。70名赤色职工国际代表成为共产国际五大的不具有投票权的咨询代表。

### 1928年赤色职工国际第四次代表大会
1928年2月，共产国际第九次执委扩大会议召开，通过了《关于中国问题的决议案》，对1927年中国国民党清党后，中国革命的形势、性质和总的策略方针，做了基本符合事实的分析。随后，1928年3月18日至4月3日，赤色职工国际第四次代表大会在莫斯科举行，来自50多个国家的60多个工会代表团共500多人出席会议。大会通过了《中国职工运动的行动大纲》以及《殖民地半殖民地的职工运动》决议案。指出：“中国革命工会的基本任务是无产阶级团结在他的组织周围”“革命工会必须站在经济斗争的前方”，反对强迫罢工，应该参加到反动黄色工会的群众中去活动，对反对黄色工会的领袖不宜采取个人恐怖的方法。纠正了当时中国工运中盛行的强迫罢工、个人恐怖、轻视经济斗争、拒绝到黄色工会的群众中开展工作等盲动主义与关门主义问题。苏兆征与邓中夏当选为赤色职工国际执行局委员。

### 1930年赤色职工国际第五次代表大会
1930年8月15日至27日，赤色职工国际第五次代表大会在莫斯科举行。出席会议的有56个国家和地区的代表500多人。赤色职工国际负责人洛佐夫斯基在会上作报告。大会通过了《中国革命职工运动的决议案》《赤色职工国际拥护者在殖民地半殖民地的任务》。会议选举产生了第五届赤色职工国际执行局。刘少奇当选为执行局委员，会后留在赤色职工国际工作。
“赤色职工国际”根据当时德国职工运动的经验，要求各国在“黄色工会”里面搞赤色反对派，变“黄色工会”为“赤色工会”。而刘少奇认为：中国情况与德国不同，“黄色工会”力量强大且合法存在，赤色工运分子在白色恐怖下力量弱小且不能合法存在，在“黄色工会”里面搞赤色反对派不现实，也不可能。刘少奇主张“赤色工会”的会员可以加入“黄色工会”，利用“黄色工会”的合法存在来进行工作，广交朋友，争取“黄色工会”中的下层工人群众。

### 解散
1935年7月的共产国际七大，提出在各国建立最广泛的反法西斯统一战线。结束了过去“左”倾的关门主义路线。各国工会作为群众团体特别需要团结尽可能广泛的基层劳工。在此背景下，赤色职工国际于1938年2月正式解散。

## 赤色职工国际在东方与中国
阿姆斯特丹工会国际并不重视东方国家的工会运动。而赤色职工国际从一开始就十分重视在这些地方的工运。1920年冬，职工国际理事会派遣斯穆尔斯基在赤塔设立了远东分部，给中、日、朝等国工会邮寄出版物，宣传十月革命与国际工人运动的经验。早在赤色职工国际创立大会召开前，1921年6月3日共产国际远东局书记处（Comintern's Eastern Bureau，位于伊尔库茨克）代表尼科尔斯基（当时译作“李克诺斯基”、“尼柯尔斯基”、尼科罗夫斯基）同时受在赤塔的职工国际理事会远东分部派遣，到中国上海开展工作，指导中国共产党建党。在中共一大，尼科尔斯基向大会宣布了共产国际远东局成立的情况和赤色职工国际即将成立的消息，并介绍了俄国革命后的情况；建议将这次大会的情况向共产国际远东局书记处拍电报，告知大会的进程。根据尼科尔斯基的建议，中共一大“决定打电报给伊尔库茨克，告诉他们代表大会的进程”。1921年8月初尼科尔斯基指导创建中国劳动组合书记部。1921年10月13日，斯穆尔斯基写信给赤色职工国际执行局：由于中国建立了劳动组合书记部，“我们已经决定停止自己的工作，并把手头的工作和联系交给书记部”。
1922年2月，赤色职工国际在莫斯科设置了针对东方国家的机构由布法罗药剂师Boris Reinstein、保加利亚裔美籍国际产业工人联合会成员George Andreychine、以及H. Eiduss.领导。
1922年5月4日，赤色职工国际为中国第一次全国劳动大会的召开发表了《告中国工人书》。
十月革命在中国获得了很大影响，在1924年苏联与中国北洋政府达成了中东路协定后这一威望达到高点。 中国的工人运动以铁路工人与海员为先锋，在莫斯科的支持下发展起来。
1925年5月初召开的中国第二次全国劳动大会决定，新成立的中华全国总工会加入赤色职工国际，并拥护它的一切政策。1925年的五卅运动，使得中国的工人运动与反帝大革命吸引了共产国际的瞩目。 
1927年5月20日在汉口召开“泛太平洋劳动大会”（也称作“第二次太平洋劳动会议”）。除赤色职工国际总书记洛佐夫斯基亲自出席主持，各国代表有日本六人，朝鲜一人，法国一人，苏联五人，中国十五人，美国二人，英国一人，爪哇一人。共开会七日，五月二十六日闭幕。决定设立太平洋职工书记处作为赤色职工国际亚洲太平洋地区协调中心。

### 中华全国总工会驻赤色职工国际代表
- 苏兆征：1928年4月-1928年7月20日
- 邓中夏、余茂怀（即余飞）：1928年7月20日-1930年4月
- 刘少奇、黄平：1930年4月-1931年8月
- 李立三：1932年
- 张浩（即林育英）：1933年1月-1935年秋
- 饶漱石：1935年秋至1937年
- 梁广：1937年，饶漱石之后主持了2个月

### 出席赤色职工国际各届代表大会
张太雷作为中共代表出席了赤色职工国际一大。
京汉铁路工会派王俊、香港海员工会代表张国基出席赤色职工国际第二次代表大会。
中共派遣彭述之、姚佐唐、王荷波等参加赤色职工国际第三次代表大会。
中共、中华全国总工会派出以苏兆征为团长、李震瀛为秘书长，邓中夏、向中发、何务光、张元钰、赵武、陈国梁等15人的代表团赴莫斯科参加赤色职工国际第四次代表大会。其中邓中夏未及与会。博古以工作人员身份与会。
中共中央委派刘少奇任中华全国总工会代表团团长，黄平、杨尚昆、阴凯卿、戴重远、欧阳立安、殷鉴、陈郁、梁广、蔡树藩、马辉之、杨汉生等24人出席赤色职工国际第五次代表大会。1930年6月初从上海乘船出发，途经大连、哈尔滨、海参崴转火车7月份才到达莫斯科。

## 人事与机构设置
赤色职工国际书记处成员包括：西班牙人安德烈斯·宁，苏联工会活动家米哈伊尔·帕夫洛维奇·托姆斯基，以及赤色职工国际总书记所罗门·洛佐夫斯基。
赤色职工国际的领导机关是中央理事会和理事会执行局,设在莫斯科。赤色职工国际还设置了4个海外局：
- 中欧局，设在伦敦；
- 拉丁局，设在巴黎；
- 巴尔干局，设在保加利亚；
- 英国局，设在伦敦。

1927年，组建太平洋职工书记处，负责亚太地区工作，机关先后驻上海与海参崴。
1928, 发起拉丁美洲工团联合会，这是拉美地区第一个总工会。还是1936年创建的拉丁美洲工人联合会。

## 出版物
- G. Zinoviev, The Communist Internationale to the IWW: An Appeal of the Executive Committee of the Third Internationale at Moscow. （页面存档备份，存于） Foreword by Tom Glynn. Melbourne: Proletarian Publishing Association, October 1920.
- Constitution of the Red International of Labour Unions: Adopted at the First World Congress Held in Moscow, July 1921. London: British Bureau, Red International of Labour Unions, 1921.
- J.T. Murphy, The 'Reds' in Congress: Preliminary Report of the First World Congress of the Red International of Trade and Industrial Unions. London: British Bureau, Red International of Labour Unions, 1921.
- Tom Mann, Russia in 1921. British Bureau, Red International of Labour Unions, 1921.
- Resolutions and Decisions of the First International Congress of Revolutionary Trade and Industrial Unions. n.c. [Chicago]: Voice of Labor, 1921.
- "Constitution of the Red International of Labor Unions, as of 2nd World Congress — Nov. 1922." （页面存档备份，存于） Labor Herald Library no. 6. Chicago: Trade Union Educational League, 1923.
- Resolutions and Decisions of the Second World Congress of the Red International of Labor Unions: Moscow — November 1922. （页面存档备份，存于） Chicago: Trade Union Educational League, 1923.
- Resolutions and Decisions, RILU, 1923: Resolution on the Report of the Executive Bureau. n.c.: Red International of Labor Unions. Executive Bureau, n.d. [1923?].
- M. Tomsky, The Trade Unions, the Party and the State: Extracts of Speeches by Comrade Tomsky at the III Session of the Profintern on June 29, 1923, and... Moscow: Commission for Foreign Relations of the Central Council of Trade Unions of the USSR, 1927.
- A. Lozovsky, What is the Red International of Labor Unions? （页面存档备份，存于） Red International of Labor Unions, 1927.
- Problems of Strike Strategy: Decisions of the International Conference on Strike Strategy, held in Strassburg, Germany, January 1929 （页面存档备份，存于） New York: Workers Library Publishers, 1929.

## 延伸阅读
- G.M. Adibekov, Krasnyi internatsional profsoiuzov: Ocherki istorii Profinterna. (The Red International of Trade Unions: Studies in the History of the Profintern.) Moscow: Profizdat, 1971. —Translated into German as Die Rote Gewerkschaftsinternationale, Berlin, 1973.
- Birchall, Ian. "Profintern: Die Rote Gewerkschaftsinternationale 1920–1937," Historical Materialism, 2009, Vol. 17 Issue 4, pp 164–176, review (in English) of a German language study by Reiner Tosstorff* Josephine Fowler, "From East to West and West to East: Ties of Solidarity in the Pan-Pacific Revolutionary Trade Union Movement, 1923–1934." International Labor and Working-Class History, no. 66 (2004), pp. 99–117.
- Earl R. Browder, "The Red Trade Union International: The First World Congress of Revolutionary Unions," （页面存档备份，存于） The Toiler (New York), v. 4, whole no. 192 (Oct. 15, 1921), pp. 9–10.
- B.A. Karpachev, Krasnyi Internatsional profsoiuzov: Istoriia vozniknoveniia i pervye gody deiatel'nosti Profinterna, 1920-1924 gg. (The Red International of Trade Unions: History of the Origins and First Activities of the Profintern, 1920–1924). Saratov: Izdatel'stvo Saratovskogo universiteta, 1976.
  - Krasnyi internatsional profsouzov v bor'be za osushchestvlenie leninskoi taktiki edinogo fronta 1921-1923. (The Red International of Trade Unions and the Struggle for Implementation of the Leninist Tactic of the United Front, 1921–1923). Saratov: Izdatel'stvo Saratovskogo universiteta, 1976.
- Kevin McDermott, The Czech Red Unions, 1918-1929: A Study in Their Relation with the Communist Party and the Moscow Internationals. Boulder, CO: East European Monographs/Columbia University Press, 1988.
- Albert Resis, The RILU: Origins to 1923. PhD dissertation. Columbia University, 1964.
- Arthur Rosenberg, "Communism and the Communist Trade Unions" (1932) （页面存档备份，存于）, Mike Jones, trans., What Next. www.whatnextjournal.co.uk/ —First published as "Kommunismus und kommunistische Gewerkschaften" in Internationales Handworterbuch des Gewerkschaftswesen, Berlin, 1932, pp. 979–984.
- Geoffrey Swain, "Was the RILU Really Necessary?," European History Quarterly, No. 1 (1987), pp. 57–77.
- Reiner Tosstorff, "Moscow or Amsterdam? The Red International of Labour Unions, 1920/21-1937." Communist History Network Newsletter, issue 8, July 2000.
- Reiner Tosstorff, Profintern: Die Rote Gewerkschaftsinternationale 1920–1937 (2004)
- Evan E. Young, "Brief Report on the 1st World Congress of RILU: Moscow, July 3-19, 1921." （页面存档备份，存于） DoJ/BoI Investigative Files, NARA collection M-1085, reel 936, file 202600-1350-2. Corvallis, OR: 1000 Flowers Publishing, 2007.